# ジョン・ミル
ジョン・ミル（John Mill、1645年頃 - 1707年6月23日）はイギリスの聖書学者である。
ミルはオックスフォード大学のクィーンズ・カレッジの教官であった。ジョン・フェルのギリシア語新約聖書の批評資料欄に影響を受けて、できる限りのギリシア語写本、初期の翻訳、教父の資料を集めて、新約聖書本文批評の研究を30年間行った。
死去する二週間前に、ギリシア語の新約聖書を出版した。その聖書はステファヌスの1550年版を変更なしで使用したが、序論において、32のギリシア語聖書と100区近くの写本を論じて、また教父の意見を引用した。
ダニエル・ウィットビー博士らによって批判されたが、エドワード・ウェルズなどはミルの研究の結果は評価された。